# Jordan Simon
Jordan Simon (auch: Johann Georg Alban Simon; * 5. November 1719 in Neustadt an der Saale; † 2. August 1776 in Prag) war ein deutscher katholischer Theologe.

## Leben
Simon hatte ab 1732 das Gymnasium in Münnerstadt besucht und trat daselbst 1736 in den Augustinereremitenorden ein, wo er sein Noviziat bestand. 1757 wurde er in das Kloster nach Mainz geschickt, er widmete sich dort während eines sechsjährigen Aufenthalts den philosophischen und theologischen Studien. 1742 wurde er zum Priester geweiht und erhielt eine Anstellung als Professor der Philosophie in dem Augustinerkloster in Konstanz. Ohne Erlaubnis seiner Vorgesetzten und ohne die nötigen Mittel unternahm er, von nicht zu bekämpfender Reiselust erfüllt, eine Wanderung durch Italien, Frankreich, Spanien, die Niederlande, Norddeutschland und einen Teil von Russland.
Nach drei Jahren kam er nach Erfurt, wo er Prediger an der Pfarr- und Klosterkirche zu St. Wigbert, und später Doktor und 1768 Professor der Universität Erfurt wurde. Als reger Gegner der dortigen Reformbestrebungen fiel Simon, auch aufgrund seiner zahlreichen Denunziationen gegen seine Universitätskollegen bei dem damaligen Kurfürsten und Erzbischof von Mainz Emmerich Joseph in Ungnade und musste von Erfurt nach Würzburg gehen. Von dort wurde er, nach dem Tode des Kurfürsten, wieder nach Erfurt zurückgerufen als Professor des kanonischen Rechts. Er geriet dabei erneut in größtenteils selbst verschuldete Konflikte, die eine Kriminaluntersuchung über ihn zur Folge hatte. Nur durch eine schnelle Flucht entging er der Verhaftung. Eine Zeitlang hielt er sich zu Münnerstadt auf, welches er aufgrund seines Verhaltens verlassen musste und damit einen Verweis für das gesamte Frankenland erhielt.
Auch in Rom, wohin er sich 1771 begab, schien man ihn nicht dulden zu wollen. Er ging daher nach Böhmen und von da nach Wien, wo man, unbekannt mit seiner früheren Lebensweise, ihn wohlwollend aufnahm. Seine Talente und Kenntnisse verschafften ihm mehrere einflussreiche Gönner, auf deren Verwendung er 1773 eine Professur der Polemik auf der Universität Prag verdankte. Später wurde er Assessor des dortigen erzbischöflichen Konsistoriums, königlich Böhmischer Rat, päpstlicher Pronotar und Haustheologe des Kardinals Valenti.

## Wirken
Ungeachtet seiner Schwächen in persönlicher und moralischer Hinsicht, die an seinem Charakter hafteten, war ihm stets ein inniges, leicht erregbares Gefühl für Religiosität geblieben. Theologische Studien hatten früh seinen Scharfsinn geübt und das Streben nach einer vielseitigen Bildung geweckt. Im Besitz von gründlichen Kenntnissen, besonders in den einzelnen Teilen des theologischen Wissens, zeichnete er sich als hervorragender Kanzelredner durch seinen lebendigen und eindringlichen Vortrag, den man besonders aus seinen Fastenpredigten in Parabeln (1776) und aus seinen Predigten über die Menschwerdung, Leiden, Tod und Auferstehung Christi (1778) kennenlernt.
Unter seinen übrigen Schriften verdienen besondere Beachtung die 1758 herausgegebenen Positiones ex universa Theologia positivo-dogmatico-historico-polemica und die 1765 ebenfalls in lateinischer Sprache geschriebene Synopse der vier Evangelisten. Als unversöhnlicher Katholik hatte er sich schon im Jahr 1761 in einer eignen Schrift als entschiedener Gegner des Materialismus gezeigt. In Simons Leben bleibt in manchen Punkten sein Charakter und Wirken durchaus unklar, was ihm den Ruf einer der umstrittensten Geister des Augustiner Ordens eintrug. Sicher aber ist, dass er ein begabter, vielseitiger Gelehrter und ein freimütiger Vorkämpfer für die katholische Gegenaufklärung war.

## Werke
- Parvulus tiro magni philosophi Augustim, in schola veritatis magistri, mundum philosophicum perillustrans, sive principis Augustiniano - Platonica cum fundamentalibus Cullianis atomistico- chymico mechanicis concordata, novis et antiquis philosophico-theologico - juridicorum placitis, methodo historica illustrata. Konstanz 1746
- Lobrede zu Ehren des heiligen Benedict. Konstanz 1746
- Anweisung zur italiänischen Sprache. Erfurt 1755, (Schweinfurt) 1770
- Etwas für Alle, d. i. des erlauchten Abts Don Diego Zunica Klagen, in welchen die Bedrängnisse aller Stände vorgetragen, und Antworten, wodurch sie getröstet werden; oder Etwas für Alle; aus dem Lateinischen in’s Deutsche übersetzt. Erfurt 1755, Erfurt und Frankfurt a. M. 1767
- Diss. de  poenis parvulorum, sine baptismo decedentium. Erfurt 1758
- Positiones ex universa theologia positivo-dogmatico-historico polemica. Erfurt 1758
- Diss. Cephas non Apostolus, sed discipulus Antiochiae, a Paulo reprehensus. Erfurt 1758
- Μελετηδις verborum Christi Matth. 17, 24, s. politica ecclesiae potestas ct ejus a tributo civili immunitas. Erfurt 1759
- Urteil über die Seelenlehre einiger Aerzte oder die Selbstvernichtung des heutigen Gott und die Seele leugnenden Materialismus. Augsburg 1761 (auch unter dem Titel: Widerlegung des Materialismus.)
- Das Welt betrügende Nichts: die Hexerei; von Ardoino Ubidente dell’ Osa. Würzburg 1761, 2. Aufl. (unter dem Titel: Die Nichtigkeit der Hexerei und Zauberkunst.) Frankfurt und Leipzig 1766
- Primitiae studii historico-ecclesiastici, exhibentes primum Ecclesiae Christianae saeculum; una cum tabulis chronologics. Würzburg 1762
- Die Bekehrung Augustin’s, in sechs Feldpredigten. (Würzburg) 1763
- Monitum ad discipulos S. Augustini de vanitate Concilii Burgosonati... 1764
- Betrachtung des Leidens Jesu Christi. Erfurt 1765
- Deleclatio victrix, Deprutatio ad S. Augustinum. Scriptis oppositia Josepho Carpono, Jesuitae Romano... 1765
- Oratio funebris in obitum L. B. de Schmidburg, Propriucipis Erfordiensis. Erfurt 17??
- Oratio dicta L. B. Breidbach de Bürresheim, Canonico Ecclesiae metropol. Moguntinae, novo Proprincipi Erfordiensi. Erfurt 17.
- Oratio eucbaristica, dum eminenlissimus Princeps, Elector Moguntinus, Emericus Josephus, e gravi infirmitate reconvaluit. Erfurt 17??
- Sittliche Reden von dem großen Gebote der Liebe. Augsburg und Ingolstadt 1767–1771, 3 Bände
- Dorian’s Briefe von der Freundschaft an eine vornehme Freundin. Augsburg und Leipzig 1767, 2 Bände
- Anpreisung der allergnädigsten Landesverordnung Ihro K. K. Apostolischen Majestät, wie es mit den Hexenprocessen zu halten sei; nebst einer Vorrede, in welcher die kurze Vertheidigung der Hex- und Zauberei des Pater August März beantwortet wird. München 1767
- Die heutige Welt, nach verschiedenen Ständen in sittlichen Reden  geschildert und zur Besserung gewarnt. Augsburg 1768
- Rede bei der feierlichen Kundmachung des churfürstlichen Rescripts (de reformatione studiorum) gehalten in dem größern academischen Hörsaale. Erfurt 1768
- Lobreden zur Verherrlichung Gottes in seinen Heiligen. Augsburg 1768, 2 Bände
- Progr. Brevis  juris ecclesiastici germanici notitia. Erfurt 1768
- Verschiedenes zum Lesen für die Liebhaber der guten Sitten und schönen Wissenschaften, aus dem Französischen übersetzt von Mr. Raodin. Erfurt 1768, 1774
- Praelectiones historico - canonicae. Pars I continens VIII priora saecula Ecclesiae et jus canonicum antiquum. Erfurt 1768  (Auch unter dem Titel: Institutiones canonicae.  Erfurt 1770)
- Rede auf die Wahl des Wormser Bischofs... 1768
- Nun ja! - oder kleine Zweifel über zween Berichte von einer Hexen- oder Studentengeschichte, die sich im J. 1768 den 10. 11. 12. und 13. Juny zu Ingolstadt in Baiern soll zugetragen haben. Gedruckt zu Unglauben 1768
- Nicht doch! - oder Auflösung der kleinen Zweifel über zween Berichte. Gedruckt zu Berichtshausen. 1768
- Jesus Christus, der Gekreuzigte... 1771
- Philosophie wider die schönen und starken Geister, d. i. Betrachtungen über die menschliche Natur und die natürliche Religion; aus dem Italianischen übersetzt. Würzburg 1771, 3 Teile (Auch unter dem Titel: Der entlarfte Freigeist, aus Gründen der Religion und Vernunft. Bamberg 1772, 3 Teile)
- Theologie wider die starken Geister, d. i. Beweise des katholischen Glaubens wider Rousseau, Voltaire und ihre Anhänger; aus dem Französischen. Augsburg 1772. 2 Teile, Teil 2 (Online)
- Aphorismen oder Gesundheitsregeln des göttlichen Plato wider die Epikurische Seuche, von einem christlichen Philosophen vorgeschrieben. Würzburg 1772, 4 Stücke
- Der heilige Apostel Thomas, ein Zeuge ohne Ausnahme von der Gottheit Jesu Christi und der Göttlichkeit seiner heiligen Religion. Prag 1772
- Von der Lesung philosophischer Bücher. Prag 1773
- Kurzer Unterricht in der evangelischen Vollkommenheit; aus dem Italiänischen übersetzt. Prag 1774, 2 Teile
- Lobrede zu Ehren des heiligen Ignatius. gehalten zu dessen Festtage bei den Jesuiten zu Commothau in Böhmen. 17??
- Fastenpredigten in Parabeln. Prag 1776
- I. S. A, Christliche Beantwortung der unkatholischen Antwort eines Katholischen: Ist das Band der Ehe so gar ohne Ausnahme unauflöslich, als es die Canonisten vorgeben? Salzburg 1776 (Digitalisat)
- Die Schrift des Alten Bundes, oder Sonn - und Feiertagspredigten. 17??, 2 Teile
- Magdalena, in Reden. 17??
- Vom Priesterthum. 17??, 2 Teile
- De religione contra libertinos. 17??, IV Tomi.
- Die Welt ein Räthsel. 17??
- Predigten über die Menschwerdung, Leiden, Tod und Auferstehung Jesu Christi. Augsburg 1778
- Etwas zur Auflösung der Scrupel der wahren Andächtigen. Köln und Frankfurt 1779
- Der vollkommene Christ. Köln 1779, 2 Teile